# 今天的吉良同學
《今天的吉良同學》（日语：きょうのキラ君）為日本漫畫家MIKIMOTO凜的作品。該作品在2011年10月號於講談社雜誌《別冊FRIEND》開始連載。真人電影版在2017年2月25日於日本正式上映。

## 劇情簡介
這365天，我會連眨眼都嫌可惜似的，一直注視著你。
肩膀上總是停著一隻鸚鵡的女高中生─岡村妮諾，和同班的吉良悠二是鄰居，
兩人卻從未交談，但當妮諾得知吉良的秘密後，兩人的命運就此展開……

## 登場人物

### 主要人物
岡村妮諾（岡村ニノン（ニノ），Okamura Nino）
本作女主角。高中一年級，身高：156cm，體重：秘密，生日：11月12日（與男主角同天），血型：AB型，興趣是聽Lilian Marzuka 這首歌和廣播。
因肩膀上總是站著一隻鸚鵡，因而得到「鳥女」的綽號，習慣在沖動行事後躲進箱子空隙間。曾遭受人欺負，導致在額頭留下傷痕。
與吉良是同班同學也是鄰居卻從沒談過話，直到某天父母親告知妮諾吉良的生命僅剩一年，希望能在學校照看他，兩人才開始有了交集，與吉良相處過後發現了他不為人知的一面，且漸漸被他吸引，兩人也交往了起來。
得知吉良要去國外治療時，因擔心機會很渺茫，而相當不安。當知道吉良處於手術危險期時，遇到了小時候使她額頭受傷的人，妮諾一開始總是逃避，後來看了吉良在手術前寫給她的情書，決定面對，並化解了心結。
吉良恢復身體後，升上三年級，吉良則是二年級。
因“老師”去世的原故，高中畢業後決定進入獸醫大學當一名獸醫。
最終和吉良育有了一個男孩。
吉良悠二（吉良ゆいじ（キラ），Kira Yuiji）
本作男主角。高中一年級，身高：181cm，體重：61kg，生日：11月12日（與女主角同天），血型：O型，興趣是拍照、看電影和聽音樂，喜歡Mr.Children。
是個不折不扣的帥哥，非常受到女生的愛戴。患有心臟病。
內心其實非常害怕孤獨，喜歡用手機拍下自然景觀，心情不好時會到東京鐵塔，擅長料理。
到國外接受治療的期間曾有一段時間心藏停止跳動，妮諾得知後便跑去找吉良，最後終於醒了過來。
最終和妮諾育有了一個男孩。
老師（先生）
停在妮諾肩膀上的一隻鸚鵡，是妮諾不可或缺的伙伴。能理解並說出人類的語言。說的是關西語。
矢部和弘（矢部和弘，Yabe Kazuhiro）
和男女主角同班。以前是班上不起眼的在角落畫畫的宅男，認識吉良後變得重視地位高低，非常會畫畫。
相當重視吉良，並不知道吉良的病情。
曾在知道吉良的病情跟妮諾表白，但被妮諾拒絕。之後和澪走得很近。
當澪看見自己畫的漫畫後微笑著說：「原來是個宅男啊。」以為是在嘲笑他，導致兩人吵架，聽到妮諾說澪沒有男朋友後，恍然大悟，跑去澪的班上將澪抬起並說：「這傢伙喜歡的可是我阿」。看了事務所刊登的澪個人資料裡的喜歡的類型後，便跑去跟澪告白，並開始交往。
最終開始成為漫畫家。
矢作澪（矢作澪，Yahagi Mio）
中學時與吉良住在同一病房的病人。是個走到哪都在吃的美少女。
曾因抖S心發作想捉弄妮諾而騙她自己和吉良睡過。
在矢部家亂翻抽屜看到他畫的漫畫微笑著說：「原來是個宅男啊。」被矢部以為是在嘲笑他，導致兩人吵架。
因被事務所看上，決定轉學學習，在轉學之前被矢部表白，兩人開始交往，最後當模特上封面雜志偶像。

### 次要人物
妮諾的父親（ニノの父親）
40歲，平時都戴著眼鏡，只有在妮諾生日那天才會拿下眼鏡。拿下眼鏡後很美型。
一開始不同意妮諾與吉良交往，經過吉良用行動證明後，同意他們交往。
妮諾的母親（ニノの母親）
35歲，平時總是cosplay，在妮諾生日當天才穿著束裝。
吉良的父親（キラの父親）
為了吉良的醫藥費捨棄白領身分，並以女裝形象開了個酒吧。
設樂美櫻
保健室老師，曾和吉良有曖昧關系，明白不是愛情卻因為私心與他來往。
婚約者在五年前死了，時常感到寂寞，有時會展現出冷漠的一面。
後來在她的幫助下吉良發現了自己真正的心意，讓妮諾正視自己想和吉良交往的心情。

## 出版書籍
單行本
| 卷數 | 講談社         | 講談社                 | 東立出版社     | 東立出版社             |
| 卷數 | 發售日期       | ISBN                   | 發售日期       | ISBN                   |
| ---- | -------------- | ---------------------- | -------------- | ---------------------- |
| 1    | 2012年1月13日  | ISBN 978-4-06-341780-7 | 2013年12月4日  | ISBN 978-986-332-456-0 |
| 2    | 2012年4月13日  | ISBN 978-4-06-341794-4 | 2014年1月17日  | ISBN 978-986-332-457-7 |
| 3    | 2012年9月13日  | ISBN 978-4-06-341818-7 | 2014年2月17日  | ISBN 978-986-332-458-4 |
| 4    | 2013年1月11日  | ISBN 978-4-06-341838-5 | 2014年6月6日   | ISBN 978-986-332-459-1 |
| 5    | 2013年4月12日  | ISBN 978-4-06-341852-1 | 2014年11月20日 | ISBN 978-986-332-460-7 |
| 6    | 2013年9月13日  | ISBN 978-4-06-341877-4 | 2015年1月9日   | ISBN 978-986-337-595-1 |
| 7    | 2014年1月10日  | ISBN 978-4-06-341894-1 | 2015年3月10日  | ISBN 978-986-348-525-4 |
| 8    | 2014年5月13日  | ISBN 978-4-06-341917-7 | 2015年6月4日   | ISBN 978-986-365-157-4 |
| 9    | 2014年10月10日 | ISBN 978-4-06-341944-3 | 2015年10月20日 | ISBN 978-986-382-090-1 |

小說
- 《小說 電影 今天的吉良同學》中川千英子(脚本)、松田裕子(脚本協力)、時海結以(著)  講談社〈講談社KK文庫〉、全1卷

2017年1月27日發售、ISBN 978-4-06-199590-1

## 真人電影
《今天的吉良同學》（英文標題：Closest Love to Heaven）真人電影由中川大志及飯豐萬理江主演。日本於2017年2月25日上映。

### 演員
- 吉良悠二 - 中川大志
- 岡村妮諾 - 飯豐萬理江
- 矢部和弘 - 葉山獎之
- 矢作澪 - 平祐奈
- 妮諾父親 - 安田顯
- 妮諾母親 - 三浦理惠子
- 吉良父親 - 岡田浩暉（日语：岡田浩暉）
- 英語老師 - 川上洋平（［Alexandros］主唱。友情客串）

### 工作人員
- 原作 - MIKIMOTO凜『今天的吉良同學』（講談社「別冊FRIEND」）
- 監督 - 川村泰祐（日语：川村泰祐）
- 劇本 - 中川千英子
- 劇本協力 - 松田裕子
- 音樂 -富貴晴美
- 製作 - 岡田美穂、村田嘉邦、三宅容介、寺島ヨシキ、鈴木伸育、東城祐司（日语：東城祐司）
- 執行製片人 - 重松圭一（日语：重松圭一）
- 企画、製作人 - 中畠義之、木村元子（日语：木村元子）
- 製作人 - 大畑利久、布施等
- 執行製作人 - 渡辺和昌
- 合作製作人 - 宮城希
- 攝影 - 金澤賢昌
- 照明 - 長谷川誠
- 錄音 - 小松将人
- 影像 - 山下輝良
- 編輯 - 森下博昭
- 音效 - 柴崎憲治（日语：柴崎憲治）
- VFX製作人 - 鹿角剛司（日语：鹿角剛司）
- 場記- 中田秀子
- 装飾 - 山森悠子
- 衣装 - 井出珠美
- 髮型 - 小出みさ
- 助理監督 - 吉田和弘
- 製作擔當 - 奥泰典
- 配給 - ショウゲート（日语：ショウゲート）
- 製作公司 - メディアミックス・ジャパン（日语：メディアミックス・ジャパン）
- 製作 - 『今天的吉良同學』製作委員會（関西テレビ放送、博報堂DYミュージック&ピクチャーズ（日语：博報堂DYミュージック&ピクチャーズ）、ポニーキャニオン、エイベックス・ピクチャーズ（日语：エイベックス・ピクチャーズ）、講談社、Media Mix Japan）

### 主題曲
- 《今まで君が泣いた分取り戻そう》（［Alexandros］）

作詞、作曲：川上洋平
收錄專輯：EXIST!

## 外部連結
- 漫畫『今天的吉良同學』作品介紹（页面存档备份，存于）（日語）
- 電影『今天的吉良同學』官方網站（页面存档备份，存于）（日語）
- 電影『今天的吉良同學』Twitter帳戶（页面存档备份，存于）（日語）